# (8420) Angrogna
(8420) Angrogna  es un asteroide perteneciente al cinturón de asteroides, descubierto el 17 de noviembre de 1996 por Paul G. Comba desde el Observatorio de Prescott, en Estados Unidos.

## Designación y nombre
Inicialmente se designó como 1996 WQ.
Más adelante fue nombrado en honor a Angrogna, localidad italiana del Piamonte cuna de los ancestros de Comba.

## Características orbitales
Angrogna orbita a una distancia media del Sol de 2,6032 ua, pudiendo acercarse hasta 2,2550 ua y alejarse hasta 2,9514 ua. Tiene una excentricidad de 0,1337 y una inclinación orbital de 11,8751° grados. Emplea en completar una órbita alrededor del Sol 1534 días.

## Características físicas
Su magnitud absoluta es 12,9. Tiene 7,085 km de diámetro. Su albedo se estima en 0,293.